# Chambave
Chambave – miejscowość i gmina we Włoszech, w regionie Dolina Aosty.
Według danych na styczeń 2009 gminę zamieszkiwały 963 osoby przy gęstości zaludnienia 45 os./1 km².